# Theloderma woltersi
Theloderma woltersi — вид жаб родини веслоногих (Rhacophoridae). Описаний у 2024 році.

## Назва
Видову назву woltersi присвячено покійному німецькому природоохоронцю Юргену Вольтерсу, члену-засновнику фонду Stiftung Artenschutz (Фонд збереження видів), який підтримує поточні дослідження мохових жаб (Theloderma) у В'єтнамі. Крім того, Stiftung Artenschutz вже понад 15 років підтримує дослідження амфібій через свою спеціалізовану програму з амфібій.

## Поширення
Ендемік В'єтнаму. Поширений у провінції Каобанг на півночі країни. Поширений у національному парку Пх'яоак-Пх'яден.

## Опис
Відрізняється від інших видів роду за комбінацією таких характеристик: малий розмір, SVL 25,1–26,2 мм у самців, 30,3 мм у самиць; голова довша за ширину (HL/HW 1,15–1,18 у самців і 1,09 у самиць); сошкові зуби відсутні; шипи на верхній повіці відсутні; великогомілково-тарзальна проєкція відсутня; шкіра спини майже гладка; шкірні облямівки на передпліччі та плесні відсутні; спинна поверхня червоно-коричнева з деякими чорними плямами неправильної форми; горло коричневе або темно-коричневе, черевна поверхня рук і стегон коричнева з білою сіткою.